# Estatua de Albert Sidney Johnston (Cementerio Estatal de Texas)
Albert Sidney Johnston es una estatua conmemorativa situada en el Cementerio Estatal de Texas en Austin, en el estado Texas (Estados Unidos). Representa al general Albert Sidney Johnston y fue diseñado por la escultora germano-estadounidense Elisabet Ney. La pieza es una figura masculina yacente de tamaño natural representada en una escultura de mármol. Representa al General en el momento de su muerte en la Batalla de Shiloh durante la Guerra de Secesión. Completada en 1903, la pieza se encuentra sobre la tumba de Johnston donde se instaló en 1905.

## Historia
Después de su muerte en 1862, Albert Sidney Johnston fue enterrado por primera vez en Nueva Orleans; una vez que terminó la Guerra de Secesión, la Legislatura de Texas volvió a enterrar su cuerpo en el Cementerio Estatal de Texas en 1867. En 1901, la División de Texas de las Hijas Unidas de la Confederación presentó un proyecto de ley ante la legislatura estatal que asignó 10 000 dólares para colocar un monumento sobre la tumba de Johnston. El gobernador Joseph D. Sayers entregó el encargo a la escultora Elisabet Ney de Austin, Texas, cuyas estatuas de Stephen F. Austin y Sam Houston habían sido aprobadas recientemente para su instalación en el capitolio estatal de Texas.: 106–107 
Ney desarrolló el trabajo entre 1902 y 1903 en su estudio de Austin, Formosa (ahora el Museo Elisabet Ney), donde el modelo de yeso todavía está en exhibición. La versión final en mármol se cortó en 1904 en Seravezza, Italia, junto con copias de las estatuas de Ney de Austin y Houston destinadas a la Colección National Statuary Hall en Washington D. C.: 202–203 Después de ser enviado a los Estados Unidos, Johnston se exhibió en el edificio de Texas en la Exposición Universal de San Luis de 1904, donde ganó una medalla de bronce. Luego se instaló permanentemente en la tumba de Johnston en Austin en 1905.

## Diseño e interpretación
La estatua representa a Johnston acostado en una camilla en el momento de su muerte durante la Batalla de Shiloh.: 119–120 La figura está recostada, vestida con el uniforme militar formal de un general confederado. Los ojos de Johnston están cerrados y su brazo izquierdo está cruzado sobre su pecho, mientras que el derecho yace a su lado. Las piernas de la estatua están envueltas en una bandera de batalla confederada de "cruz del sur", que cuelga de un bastón roto.: 205 La estatua está protegida de los elementos por una cúpula de plexiglás, que luego está rodeada por un recinto de hierro forjado de color crema con elementos decorativos del neogótico (también diseñado por Ney).
Al diseñar a Johnston, Ney apuntó a un efecto realista, enfatizando los detalles naturalistas en su composición. La escultura incluye la litera de madera en bruto y las telas dobladas sobre las que se supone que Johnston moribundo fue llevado de la batalla.: 119–120 Durante el desarrollo de la obra, representantes de las Hijas de la Confederación presionaron a Ney para que incluyera más elementos simbólicos o alegóricos, pero Ney se negó, insistiendo en una escena que de hecho podría haber ocurrido en el campo de batalla de Shiloh. Sin embargo, tenía la intención de que el asta de la bandera rota sugiriera poéticamente que las esperanzas de victoria de la Confederación habían sido destruidas por la muerte de Johnston.: 205 
Ney diseñó el recinto de la estatua con barras de hierro y barandillas abiertas para que la tumba y la estatua fueran visibles desde todos los lados sin que los visitantes tuvieran que entrar al mausoleo. Incluyó elementos góticos (como pináculos en la línea del techo, tracería en los frontones y capiteles de crochet  en las columnas de las esquinas) para darle al sitio una calidad solemne y religiosa. Ney también incorporó estrellas solitarias de Texas en la tracería gótica para marcar la tumba de Johnston como una conmemoración de un tejano notable.: 188–189 

## Galería

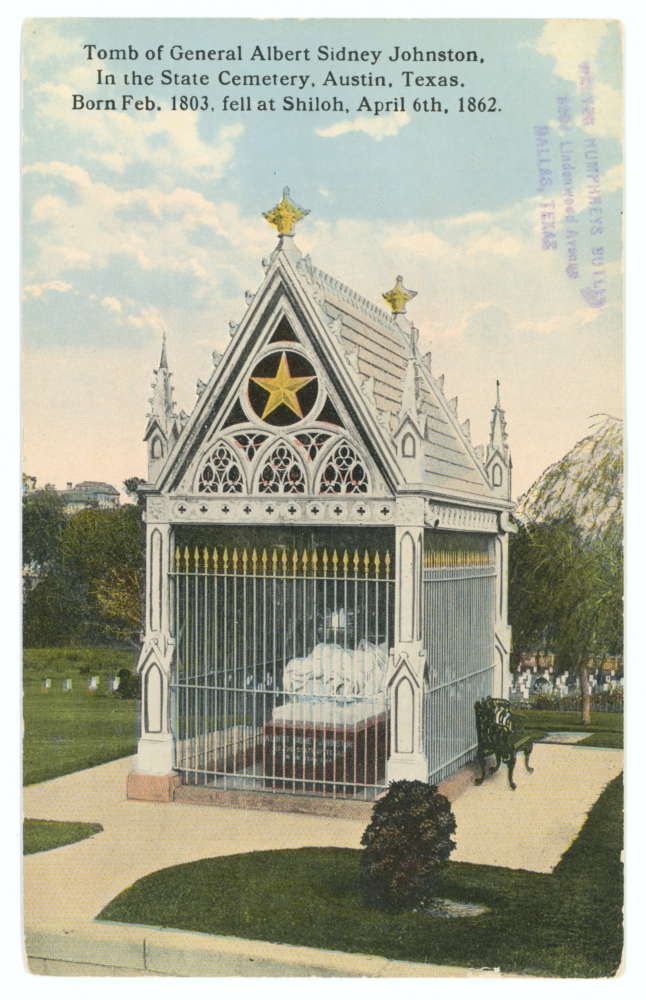
En los años 1900
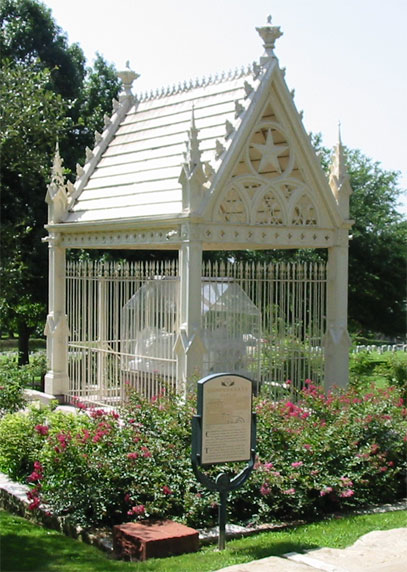
En 2003
Vista lateral
Vista frontal